# Виноградов, Константин Фёдорович
 Константин Фёдорович Виноградов  (1853—1918) — главный военно-морской прокурор Российской империи, действительный тайный советник.

## Биография
Происходил из потомственных дворян Таврической губернии. Родился 21 апреля (3 мая) 1853 года.
Первоначальное образование получил в Симферопольской классической казённой гимназии, которую окончил с золотой медалью, затем окончил курс юридических наук в Харьковском университете со степенью кандидата прав.
С начала 1876 года состоял на службе по военно-морскому судебному ведомству. Принимал участие, в качестве редактора делопроизводителя, в трудах комиссии по пересмотру постановлений о торговом судоходстве. Одновременно участвовал в других комиссиях по морскому ведомству.
С 1879 по 1887 год состоял так же почётным мировым судьёй Феодосийского мирового округа.
В 1887 году был назначен товарищем главного военно-морского прокурора; в 1888 году произведён в статские советники.
С 12 марта 1890 года до 1906 года занимал должность главного военно-морского прокурора Российской империи. Об этом назначении отозвался А. П. Чехов: «Он добрейший человек, и я желаю ему от души всего хорошего».
С 1891 года — действительный статский советник, с 1900 года — тайный советник, с 1915 года действительный тайный советник. С 3 августа 1905 года состоял присутствующим в Правительствующем сенате.
Был расстрелян большевиками в сентябре 1918 года.

## Награды
- орден Св. Владимира 2-й ст. (1904)
- орден Св. Анны 1-й ст. (1898)
- орден Св. Станислава 1-й ст. (1897)
- орден Св. Владимира 3-й ст. (1893)
- орден Св. Станислава 2-й ст. (1883)
- орден Св. Владимира 4-й ст. (1880)